# Musée du Luxembourg
Pour les articles homonymes, voir Luxembourg (homonymie).
Le musée du Luxembourg est un lieu d'exposition d'art installé dans une aile bâtie perpendiculairement à l'orangerie du palais du Luxembourg, rue de Vaugirard, dans le 6e arrondissement de Paris.
Depuis 2000, cette institution culturelle est placée sous la tutelle du Sénat français, qui siège dans le reste du palais (dans certains cas, cette tutelle consiste à confier la gestion d'expositions à une société privée).
Sa vocation actuelle est de présenter périodiquement des expositions artistiques thématiques et originales privilégiant trois axes de programmation, en lien avec l’histoire du lieu : « la Renaissance en Europe », « Art et pouvoir » et « le Palais, le Jardin et le Musée : le Luxembourg au cœur de Paris, capitale des arts ».

## Emplacement géographique
Le musée du Luxembourg se trouve dans le nord-ouest du jardin du Luxembourg, sur lequel il donne à l'ouest.
Le bâtiment est adjacent à l'orangerie, au sud. Il a un accès par la rue de Vaugirard, en retrait de laquelle il se trouve, au nord, et est bordé par le jardin du Petit Luxembourg à l'est.

## Histoire
L'histoire du musée du Luxembourg, qui a vu se succéder sous cette appellation plusieurs institutions muséales, remonte au milieu du XVIIIe siècle.
En 1750, il fut avec l'exposition des « Tableaux du Roy », et après celui de Besançon ouvert en 1694, le premier musée des beaux arts d'importance ouvert au public en France, lequel préfigura la création du musée du Louvre en 1793, avant d'être, en 1818, le premier musée d'art contemporain créé en Europe, à l'origine cette fois du musée national d'art moderne, qui lui succéda en 1947,.
Le musée a eu des affectations différentes au cours de son histoire, qui lui ont vu exposer des collections de natures et d'époques variées.

### Le musée du Luxembourg et l'art ancien

#### Le premier musée du Luxembourg: 1750-1780
Le Luxembourg fut le premier quartier de Paris à compter une galerie publique de peinture, et ce presque cinquante ans avant la création du muséum du Louvre. Ouverte le 14 octobre 1750, à l'emplacement même de la galerie de Marie de Médicis, dans l'aile est du palais du Luxembourg, la galerie royale de peinture du palais du Luxembourg avait très tôt attiré les visiteurs étrangers, tant par la richesse que par la diversité des collections. La création d'une telle galerie dut être vécue comme un privilège royal conféré au quartier. Elle constitue également un jalon essentiel de la socialisation progressive des édifices privés au XVIIIe siècle.
C'est sur une proposition du critique d'art Étienne La Font de Saint-Yenne que Le Normant de Tournehem, directeur des Bâtiments du roi, entreprit d'exposer au public les collections royales entreposées à Versailles. L'abbé Gougenot en fait ce rapport : « La collection des tableaux du Roy […] se monte à présent à 1 800 morceaux tant des maîtres étrangers que de ceux de notre école. De ce nombre, M. de Tournehem en vient de faire exposer 96. Nous avons lieu d'espérer qu'il nous les fera passer successivement en revue, du moins ceux qui peuvent être facilement transportés ». Les visites avaient lieu le mercredi et le samedi, sur des créneaux de seulement trois heures.

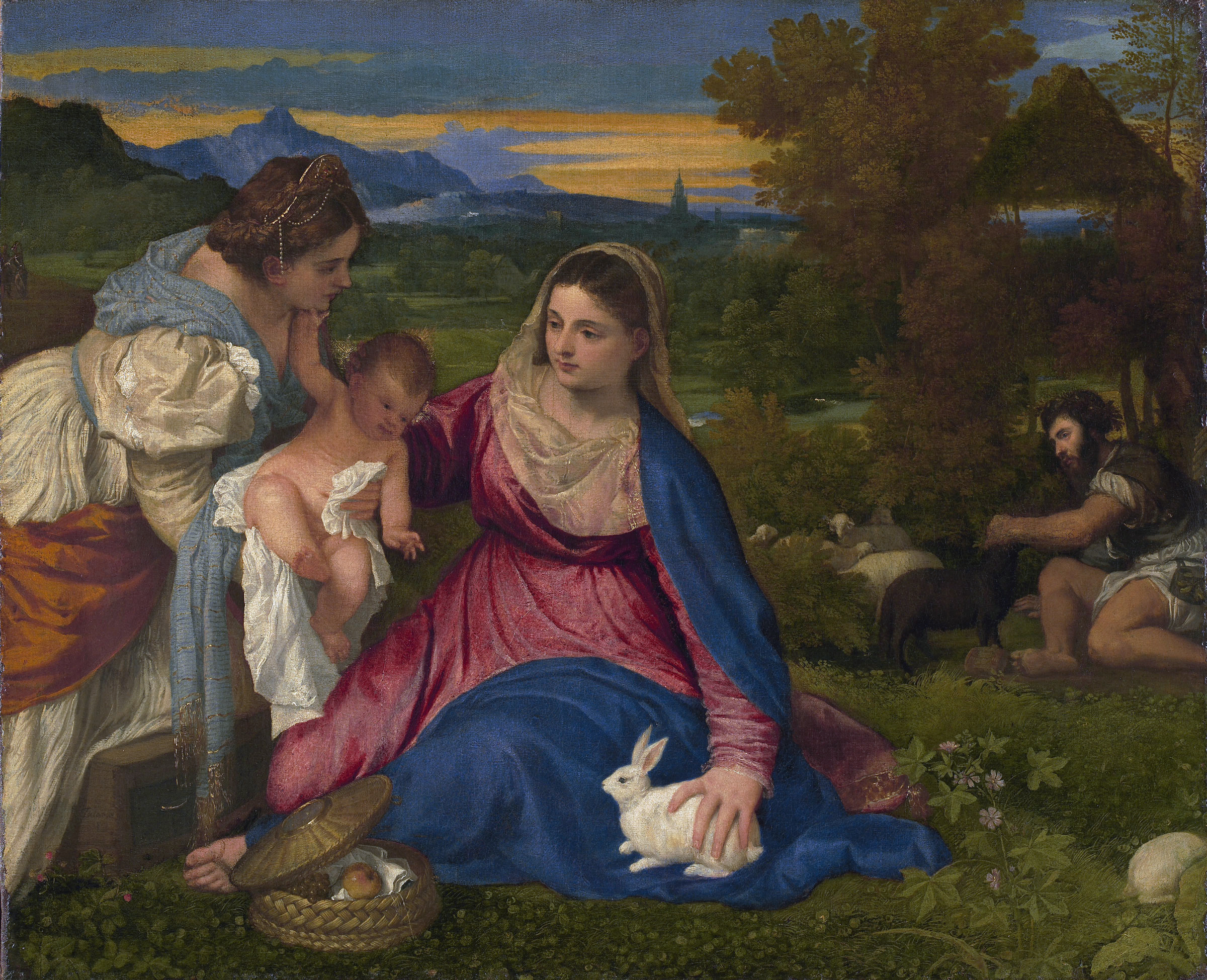
La Vierge au lapin de Titien.

Parmi les œuvres exposées dans la galerie est figuraient : Sainte Anne, la Vierge et l'Enfant Jésus jouant avec un agneau par Léonard de Vinci, La Vierge au lapin par Titien, des Raphaël, des Véronèse, des Rembrandt, des Poussin, des Van Dyck, ainsi que des œuvres du Lorrain, du Corrège, etc. Dans la galerie parallèle, à l'ouest, étaient exposés la série de toiles biographiques commandées par Marie de Médicis à Rubens. Ces peintures sont aujourd'hui dans les collections du Louvre.
C'est le comte de Provence, futur Louis XVIII, qui fit fermer la galerie en 1780 : il avait commencé dès 1760 à entreposer ses archives dans le Palais du Luxembourg, qu'il reçut en complément d'apanage en 1778. L'administration de la Couronne reprit les tableaux ainsi que l'ensemble de toiles de Rubens, et les déposa au Louvre en 1790, où l'on envisageait depuis longtemps la création d'un grand musée (ce qui advint finalement en 1793).

#### Le deuxième musée du Luxembourg: 1803-1815
Pendant les années de fermeture au public, la dégradation du palais se poursuivit, et c'est en 1795 que le Directoire lança le chantier des réparations qui ne s'acheva qu'en 1804. Le ministre de l'Intérieur Chaptal décide la création d'un musée du Luxembourg en 1801, sur la demande des préteurs du Sénat et sous l'impulsion de Joseph-Marie Vien, sénateur et peintre en vue. Il concurrence alors le musée spécial de l'École française, à Versailles, qui expose lui aussi les chefs-d'œuvre du « génie national » : de nombreuses toiles sont transférées de Versailles au Luxembourg, ce qui précipite sa disparition, advenue en 1810.
En 1802, le Sénat a financé, à hauteur de 4 500 francs, l'achat de la série de toiles de Jacob Jordaens intitulée Les Signes du Zodiaque, dans le but d'en orner le plafond de la galerie est du Palais du Luxembourg.
C'est le peintre Jean Naigeon qui fut nommé conservateur de cette seconde galerie de peinture, en janvier 1803. Le nouveau musée fut inauguré le 26 juin 1803, après 33 ans de fermeture. Les Rubens avaient retrouvé leur emplacement d'origine, et la collection fut complétée par d'autres tableaux de maîtres (Nicolas Poussin, Simon Vouet, Jacques-Louis David, entre autres), ainsi que par la série de la Vie de saint Bruno par Eustache Lesueur.

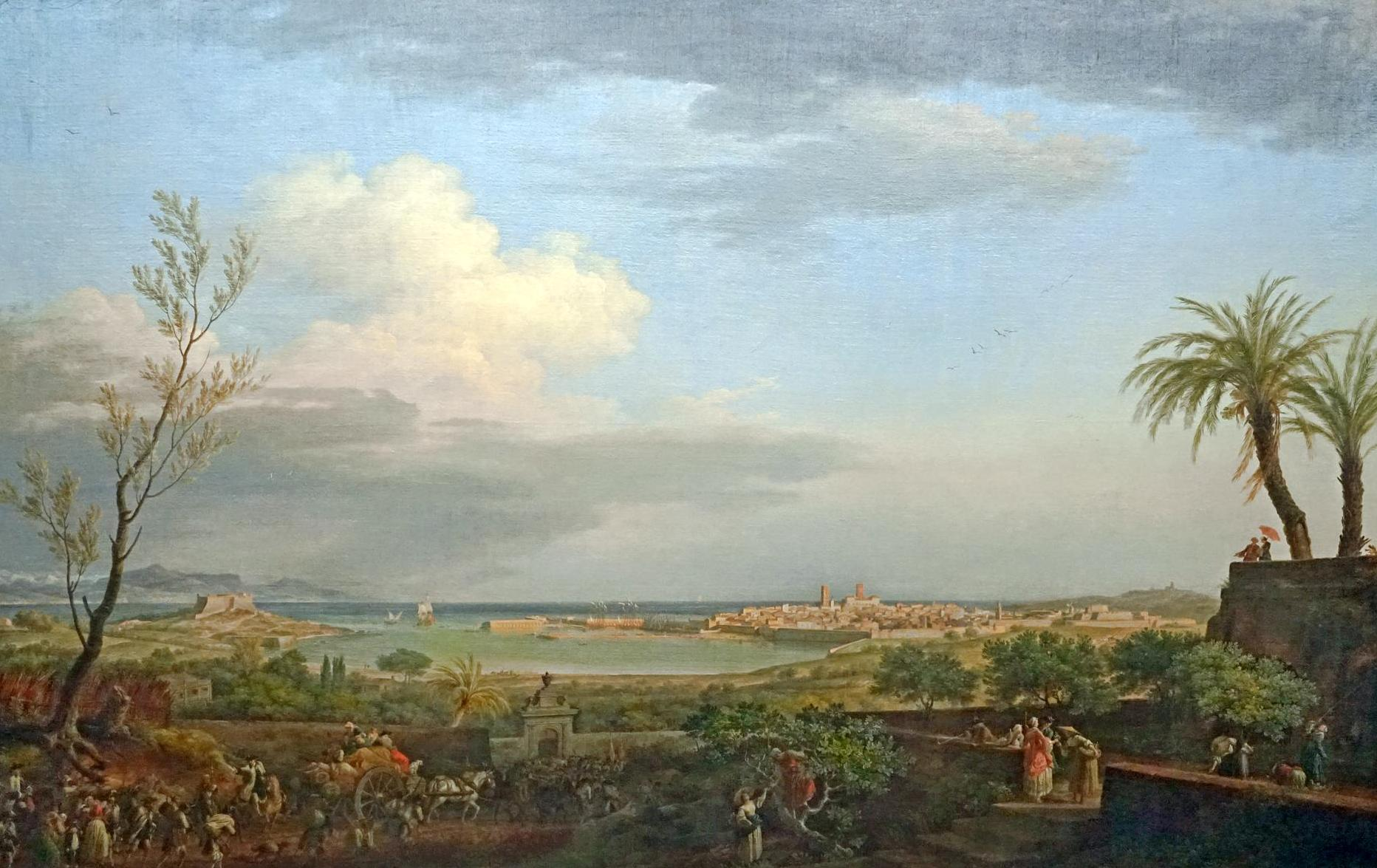
Vue de la rade d'Antibes, de la série des Vues des ports de France de Joseph Vernet.

Le musée commença alors son expansion dans le palais, en annexant trois salles dans l'aile ouest, à la suite de la galerie Rubens, du côté de la rue de Vaugirard. Elles accueillirent, jusqu'en 1820 environ, les Vues des ports de France par Joseph Vernet, puis d'autres toiles par Rubens et Lesueur.
À la suite de la restitution des œuvres issues des saisies des guerres napoléoniennes, une grande partie des toiles constituant le musée du Luxembourg fut transférée au musée du Louvre pour combler les lacunes laissées par ces restitutions : « Les lacunes immenses que la suite des événements de 1815 avoient laissées dans la magnifique galerie du Louvre, ont déterminé le gouvernement à y faire transporter de nouveau les tableaux de Rubens, de Lesueur et de Vernet, qui décoroient celle du palais des Pairs. », note Auguste Nepveu.
Horsin-Déon s'interroge en 1849 sur l'utilité d'un tel transfert : « Le Louvre, quoique veuf de tous ces chefs-d'œuvre, n'en resta pas moins le musée le plus complet et le plus riche du monde. ». Cela était valable aussi bien pour les peintures que pour les sculptures. En effet, le musée du Louvre avait eu la possibilité de racheter sur place certaines œuvres restituées à leurs propriétaires qui souhaitaient, malgré tout, s'en défaire. Les pertes ne furent pas aussi importantes qu'on avait bien voulu le faire croire, ainsi que l'avouait Pierre-François-Léonard Fontaine dans son Journal : « Nous avons reçu ordre en même temps d'achever et d'arranger aussi le musée de sculpture qui malgré de nombreux enlèvements des étrangers sera encore après celui du Vatican le plus riche de l'Europe ».

### Le musée des artistes vivants: 1818-1937

#### L'art vivant au palais du Luxembourg: 1818-1885

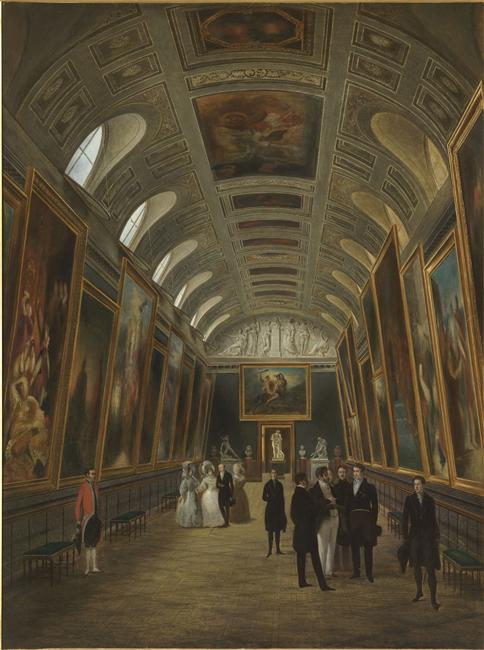
Louis-Philippe et Marie-Amélie visitant le musée du Luxembourg en 1838
Auguste-Jean-Simon Roux.

Devenu roi, Louis XVIII, voulant que le musée qui se trouvait dans la chambre des Pairs redevint important et vivant, décida en 1818 que dans le même lieu serait aménagé un musée des artistes français vivants. Le 24 avril 1818 ouvrait, dans les galeries du palais du Luxembourg, le musée des artistes vivants, doté de 74 toiles d'artistes vivants et de 17 d'artistes anciens, qui furent retirées dès 1821.
Y étaient alors exposées, entre autres, des œuvres de David (1748-1825), de Gros (1751-1835), de Girodet (1767-1824), d'Ingres (1780-1867) et de Delacroix (1798-1863). Le système prévoyait que dix ans après la mort de l'artiste, les œuvres dont « l'opinion universelle a consolidé la gloire » soient transférées au Louvre, les autres étant reversées à d'autres institutions ou administrations.
Dans un premier temps, les collections du musée du Luxembourg sont presque exclusivement constituées par des achats au Salon. Elles reflètent donc le goût officiel de l'époque faisant la part belle à la peinture d'histoire, aux portraits et aux paysages classiques, selon une hiérarchie des genres bien établie. C'est ainsi que plusieurs sculptures aujourd'hui exposées dans le jardin entrèrent au Luxembourg, parmi lesquelles L'Acteur grec ou Le Faune dansant.
Frédéric Villot, Charles-Philippe de Chennevières et Étienne Arago, successivement conservateurs du musée des artistes vivants, contribuèrent à la renommée de l'art moderne français au XIXe siècle. En 1857, le gouvernement achète L'Inondation de Saint-Cloud du peintre Paul Huet pour le Musée. Ce tableau peint en 1855, avait reçu des éloges enthousiastes de Delacroix : « Votre Grande inondation est un chef-d'œuvre, elle pulvérise la recherche des petits effets à la mode ! », lui écrit-il le 21 avril et il lui avait obtenu une médaille supplémentaire à l'Exposition universelles de Paris.
Jusqu'aux années 1880, le musée du Luxembourg demeure néanmoins fermé aux recherches les plus contemporaines. Courbet et Millet, par exemple, n'y furent pas exposés de leur vivant. Il fallut les changements provoqués par les gouvernements républicains victorieux en 1879 et les efforts conjugués des artistes, de leur famille, des collectionneurs et de certains fonctionnaires pour que les peintres les plus novateurs de l'École de Barbizon (Millet en 1887 puis en 1890 avec Des glaneuses) et de l'impressionnisme (Manet en 1890 avec Olympia offert par souscription publique) fassent enfin leur entrée dans les collections nationales françaises, à la suite du réalisme de Courbet initialement entré au Louvre en 1881, avec le don par sa sœur d'Un enterrement à Ornans.

#### L'art vivant à l'Orangerie du Luxembourg: 1886-1937

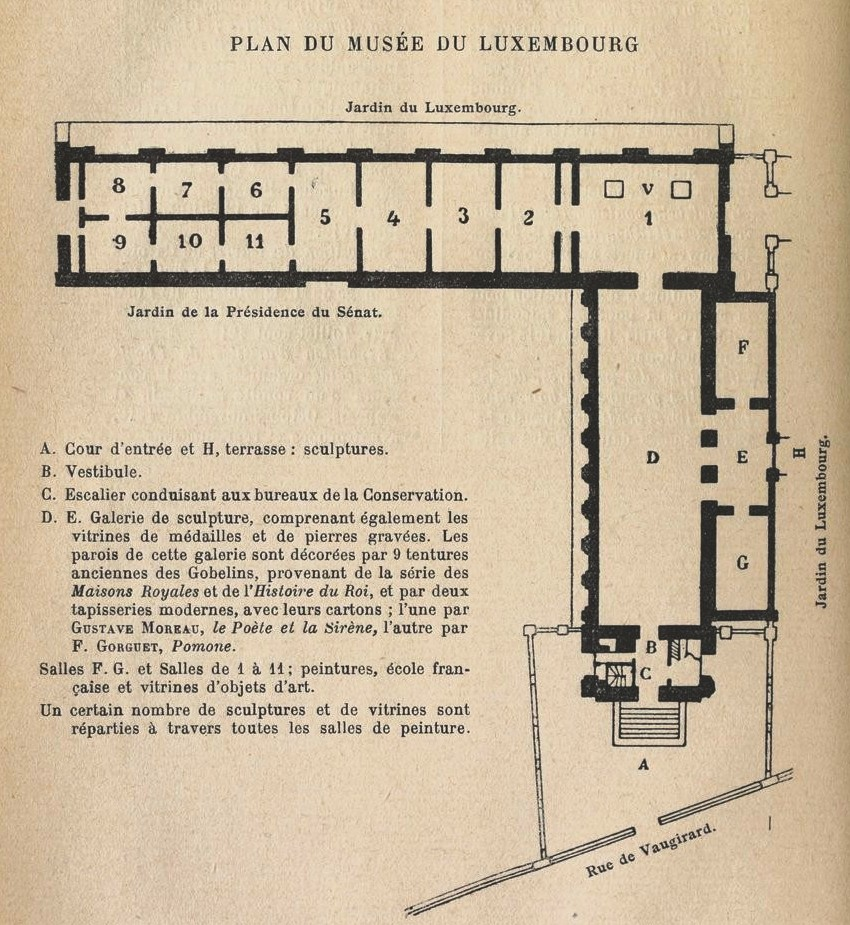
Plan des salles du musée de l'Art vivant tel qu'après la construction de l'aile sur rue en 1886 (ici en 1923).

La victoire des Républicains aux élections de 1879 permit de faire évoluer le choix des œuvres présentées au musée. Étienne Arago consacra une grande énergie pour faire construire un nouveau bâtiment permettant de mieux présenter les tableaux. Sadi Carnot proposa l'implantation actuelle du nouveau bâtiment.
Alors qu'il avait tenu ses séances à Versailles de 1876 à 1879, le Sénat reprend possession du palais du Luxembourg à cette dernière date. Ayant besoin de s'étendre, la chambre considère l'idée d'évincer le musée de son palais. Le rapport fait en 1884 par la commission de comptabilité du Sénat autorise les questeurs à utiliser les fonds disponibles pour créer un musée des arts contemporains dans l’Orangerie Férou.
Construite perpendiculairement à l'orangerie du Luxembourg, bâtie par Alphonse de Gisors en 1839 et ensuite affectée provisoirement au musée afin d'y abriter les sculptures, la nouvelle aile est inaugurée le 1er avril 1886 et permet de répondre un temps à l’exiguïté des locaux qui freinait également la présentation des nouvelles écoles. Directement ouverte sur la rue de Vaugirard, cette aile demeure seule affectée au musée aujourd'hui.
En 1861, le musée du Luxembourg s'ouvre également aux écoles étrangères et cette section devient finalement assez importante pour constituer un musée indépendant installé au musée du Jeu de Paume en 1922 et renommé « Musée des Écoles étrangères » en 1932.
En 1894, Caillebotte, ami et mécène des impressionnistes lègue sa collection à l'État. En 1896, les musées nationaux ne retiennent finalement que quarante œuvres sur les soixante-cinq proposées mais s'engagent formellement à les exposer. Malgré ces difficultés et la protestation officielle de l'académie des Beaux-Arts, le legs Caillebotte permet l'entrée en force des impressionnistes au musée du Luxembourg. À la même époque, l'État commence également à acquérir des œuvres d'artistes plus modernes, dont Le pauvre pêcheur de Puvis de Chavannes en 1887, Un atelier aux Batignolles de Fantin-Latour, les Jeunes filles au piano de Renoir en 1892 et La famille du peintre de Carrière en 1896. Dans les années suivantes, c'est encore grâce aux dons venant d'héritiers d'artistes ou de grands collectionneurs que le fonds des impressionnistes s'enrichit. Ainsi entre 1883 et 1927, Étienne Moreau-Nélaton effectue plusieurs dons et legs qui permettent notamment l'entrée dans les collections nationales du Déjeuner sur l'herbe de Manet. On envisage en 1906 de transférer le musée dans l'ancien séminaire Saint-Sulpice évacué à la suite de la loi de 1905 de séparation de l’Église et de l’État, mais il est réquisitionné pour les sinistrés de l’inondation de 1910, puis durant la première Guerre mondiale. En 1909, est offerte la collection d'Alfred Chauchard, riche d'un formidable ensemble de tableaux de l'école de Barbizon, dont le célèbre Angélus de Millet. En 1911, Isaac de Camondo fait un legs comprenant quatre des Cathédrales de Rouen de Monet.
André François-Poncet, sous-secrétaire d'État aux Beaux-Arts décide, en 1928, le transfert au musée du Louvre d'une centaine de toiles se trouvant au musée du Luxembourg et le réaménagement de ce dernier musée. Les salles nouvelles réaménagées sont inaugurées par André François-Poncet le 25 février 1929.
En 1937, le musée du Luxembourg est remplacé par le Palais des musées d'art moderne, situé dans le palais de Tokyo construit pour l'Exposition internationale, lequel n'ouvre que partiellement en 1942, puis véritablement en 1947.

### Le musée du Luxembourg voué aux expositions d'art: depuis 1976

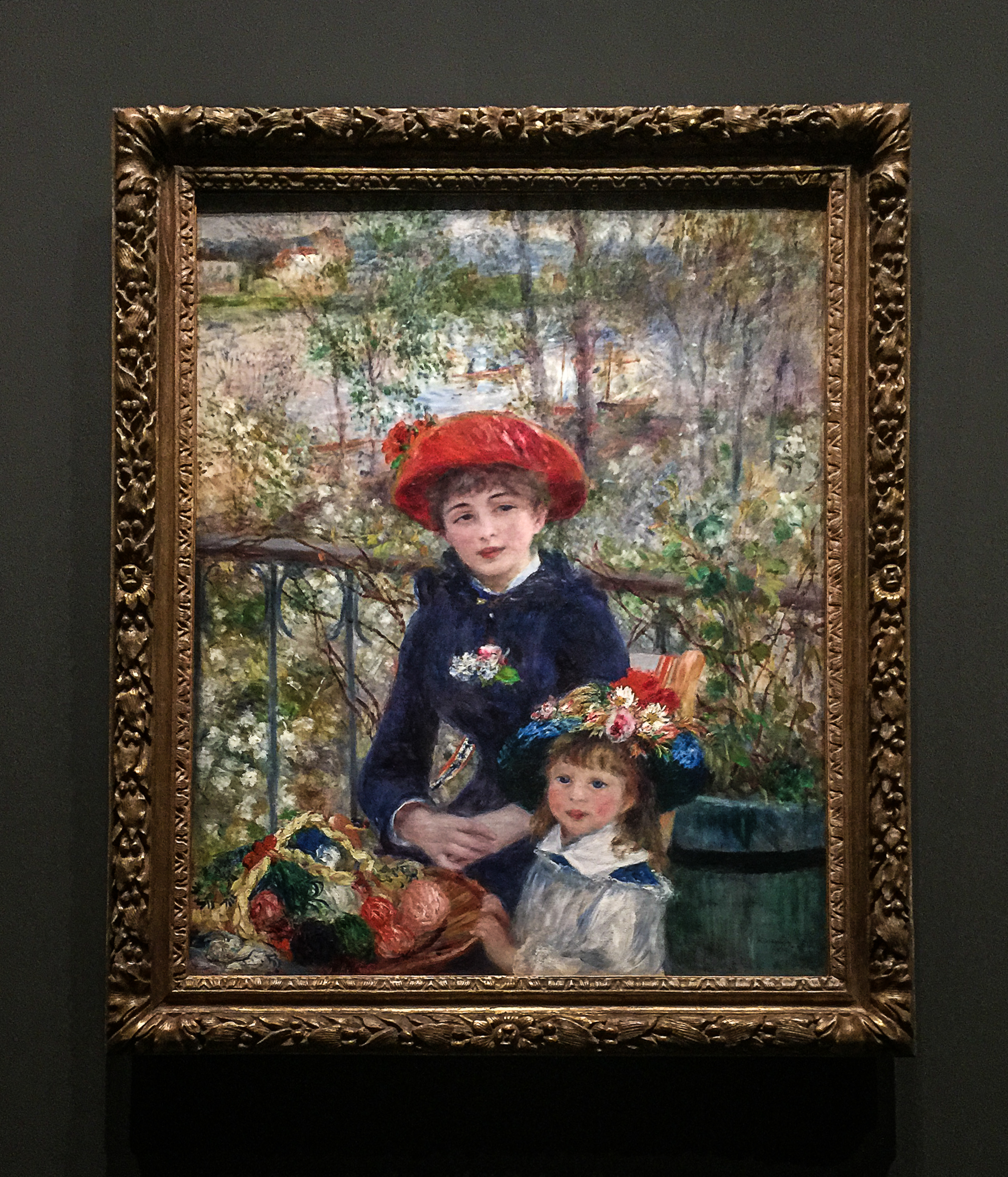
Les Deux Sœurs de Renoir, présenté au musée du Luxembourg en 2014 dans le cadre d'une exposition consacrée à Paul Durand-Ruel.

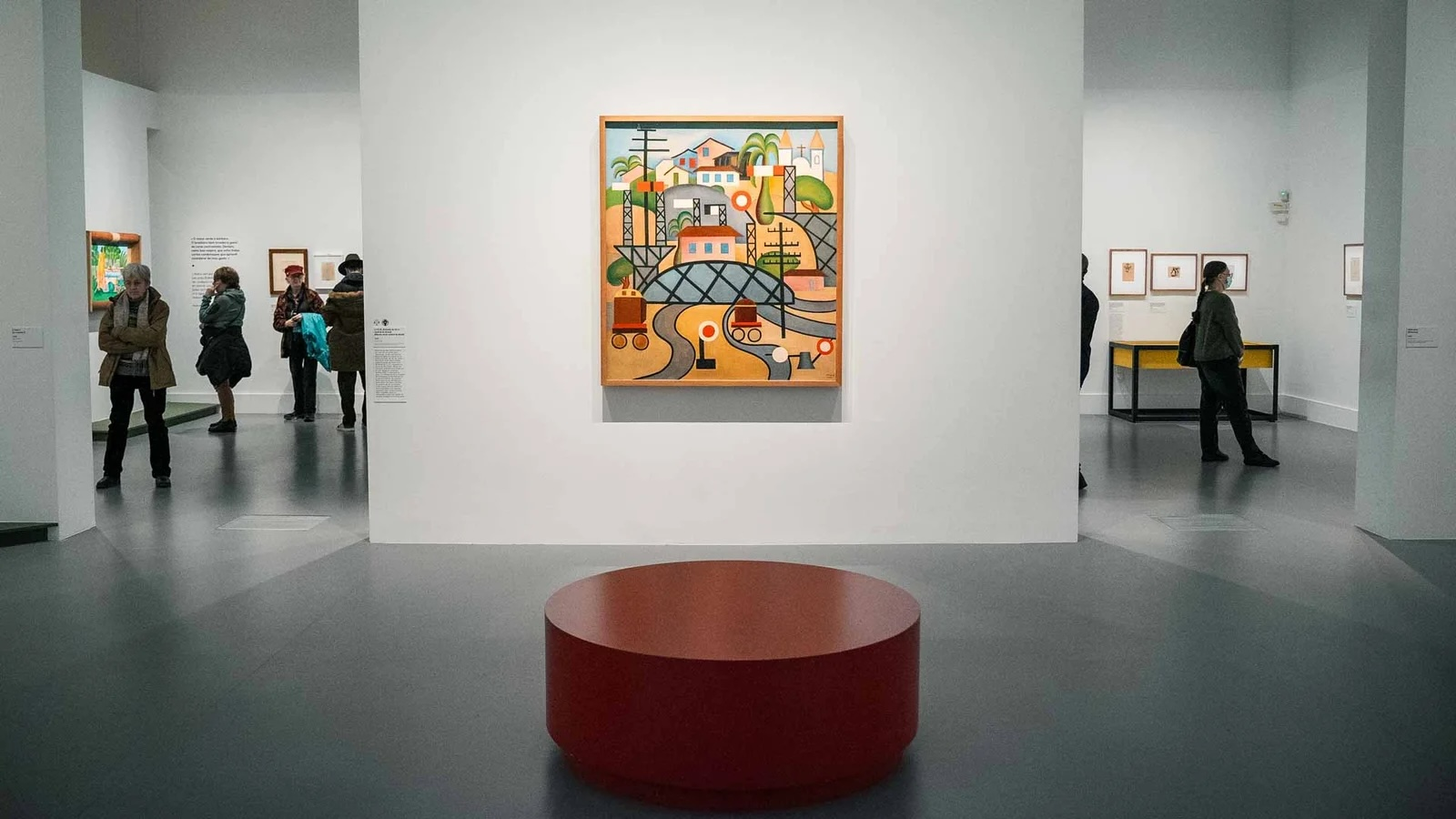
Collection permanente du musée du Luxembourg.

Il accueille de 1976 à 1978 le Salon de la Jeune Peinture. En 1979, le musée est rouvert pour se consacrer à l'art des régions françaises.

#### La renaissance du musée du Luxembourg: 2000-2010
À partir de 2000, la gestion du musée est reprise par le Sénat qui s'oriente vers la présentation d'expositions artistiques plus ambitieuses, notamment d'art ancien en nouant des liens avec les institutions italiennes et en souhaitant également que les expositions d'art moderne soient sous le commissariat de conservateurs de musées ou d'historiens d'art de renommée internationale.
La gestion, la production et l'organisation des expositions et leur programmation en accord avec la présidence du Sénat, sont alors immédiatement confiées par le Sénat à l'entreprise SVO Art, qui assure seule la responsabilité financière et juridique du musée, sa communication et les risques de production des expositions.
Ainsi, dès 2000 puis après le premier appel d'offres public de 2002, l'entreprise individuelle de Sylvestre Verger SVO Art, produira jusqu'en 2005 huit expositions sous un contrat de droit public d'autorisation d'occupation temporaire du domaine public contracté avec le Sénat :
1. De Fra Angelico à Bonnard - Les Chefs d'œuvre de la Collection Rau. Commissariat : Marc Restellini, historien d'art. 12 juillet 2000 – 4 janvier 2001 (300 000 visiteurs)
2. Raphaël - Grâce et Beauté. Commissariat : Claudio Strinati, surintendant du Pôle muséal de Rome. 10 octobre 2001 – 27 janvier 2002 (350 000 visiteurs))
3. Modigliani - un Ange au Visage grave. Commissariat: Marc Restellini. 23 octobre 2002 – 2 mars 2003 (570 000 visiteurs)
4. L'Aventure de Pont-Aven et Gauguin. Commissariat : André Cariou, conservateur du Patrimoine, directeur du musée des Beaux-Arts de Quimper. 2 avril au 22 juin 2003 (200 000 visiteurs)
5. Botticelli - De Lorenzo le Magnifique à Savonarole. Commissariat : Daniel Arasse, directeur de recherche à l'École des Hautes Études de Paris ; Pierlugi De Vecchi, professeur en iconographie et iconologie, Université de Milan. 1er octobre 2003 – 22 février 2004 (550 000 visiteurs)
6. MOI ! Autoportraits du XXe siècle. Commissariat : Pascal Bonafoux, écrivain, professeur d'Histoire de l'Art, Université Paris-VIII. 31 mars 2004 – 25 juillet 2004 (200 000 visiteurs)
7. Véronèse profane. Commissariat : Giandomenico Romanelli, surintendant des musées de Venise ; Claudio Strinati, surintendant du Pôle muséal de Rome ; Annalisa Scarpa, historienne de l'Art et chercheuse au CNRS, Paris. 22 septembre 2004 – 30 janvier 2005 (320 000 visiteurs)
8. Matisse - Une seconde Vie. Commissariat : Hanne Finsen, ancienne directrice du Ordrupgaard museum et Hirschsprung collection, Copenhague. 16 mars – 17 juillet 2005 (320 000 visiteurs)

À partir de 2006 et jusqu'en 2010, la société SVO-Musée du Luxembourg SAS, dont l'objet était entièrement consacré à l'activité du Musée, produira et organisera, avec le même type de contrat public et sous la présidence et direction générale de Sylvestre Verger, les neuf expositions suivantes :
1. La Collection Phillips à Paris. Commissariat : Jean-Louis Prat, ancien directeur de la Fondation Maeght (Saint Paul de Vence) 30 novembre 2005 – 26 mars 2006 (420 000 visiteurs)
2. L’Envolée lyrique. Paris 1945-1956. Commissariat : Patrick-Gilles Persian, critique d'Art. 26 avril – 6 août 2006 (100 000 visiteurs)
3. Titien - Le Pouvoir en Face. Commissariat : Nicola Spinosa, surintendant du Pôle muséal napolitain. 13 septembre 2006 – 13 janvier 2007 (300 000 visiteurs)
4. René Lalique - bijoux d’exception, 1890-1912. Commissariat : Yvonne Brunhammer, ancienne directrice du musée des Arts décoratifs de Paris ; Dany Sautot, ancienne directrice du musée Baccarat. 7 mars 2007 - 29 juillet 2007 (310 000 visiteurs)
5. Arcimboldo (1526-1593). Commissariat : Silvia Ferino, conservatrice en chef, Kunsthistorisches Museum, Vienne. 15 septembre 2007 - 13 janvier 2008 (465 000 visiteurs)
6. Vlaminck - Un Instinct fauve. Commissariat: Maïthé Valles-Bled, conservatrice du patrimoine, directrice du musée des Beaux Arts de Lodève, auteur du catalogue raisonné de Vlaminck (Wildenstein Institute). 20 février – 20 juillet 2008 (315 000 visiteurs)
7. De Miró à Warhol - La Collection Berardo à Paris. Commissariat : André Cariou, conservateur du Patrimoine, directeur du musée des Beaux-Arts de Quimper. 16 octobre 2008 - 22 février 2009 (250 000 visiteurs)
8. Filippo and Filippino Lippi - La Renaissance à Prato. Commissariat : Maria Pia Mannini, directrice du musée Municipal de Prato ; Cristina Gnoni Mavarelli, historienne de l'Art attachée à la surintendance du Pôle muséal des villes de Florence et Pistoia 25 mars - 2 août 2009 (158 000 visiteurs)
9. Tiffany - Couleur and Lumière. Commissariat : Rosalind M. Pepall, conservatrice principale des arts décoratif anciens et modernes, Musée des Beaux- Arts de Montréal. 16 septembre - 17 janvier 2010 (166 000 visiteurs)

#### La rénovation: depuis 2010
En 2010, le Sénat a délégué la gestion du musée à la Réunion des musées nationaux avec la mission d’y organiser des expositions, en privilégiant trois axes de programmation en lien avec l’histoire du lieu : « la Renaissance en Europe », « Art et pouvoir » et « le Palais, le Jardin et le Musée : le Luxembourg au cœur de Paris, capitale des arts ».
La Réunion des musées nationaux commande en 2012 un projet aux architectes Shigeru Ban et Jean de Gastines pour la rénovation des espaces intérieurs et la réalisation de deux espaces extérieurs, soumis depuis 2003 à la seule autorisation du Sénat. Les architectes ont redessiné sur 300 m2 la billetterie, le vestiaire et la librairie en créant un mobilier constitué de tubes en carton.
Au sud-ouest du musée, un espace temporaire[pas clair] de 155 m2 a été réalisé aussi à partir de poteaux en tubes de carton et de façades translucides en polycarbonate et un restaurant, d'une surface de 90 m2 a été construit au nord, côté entrée du musée, dans les mêmes matériaux, avec une toiture constituée d'une structure métallique recouverte d'une toile tendue.
Les expositions suivantes ont été :
- Cranach et son temps, du 9 février au 23 mai 2011,
- Cézanne et Paris, du 12 octobre 2011 au 26 février 2012,
- Cima Da Conegliano, maître de la Renaissance Vénitienne, du 5 avril au 15 juillet 2012,
- Le Cercle de l'art moderne, collectionneurs d'avant-garde au Havre, du 19 septembre 2012 au 6 janvier 2013,
- Chagall entre guerre et paix, du 21 février au 21 juillet 2013,
- La Renaissance et le rêve, du 9 octobre 2013 au 26 janvier 2014,
- Joséphine, du 12 mars au 29 juin 2014,
- Paul Durand-Ruel, le pari de l'impressionnisme, Manet, Monet, Renoir, du 9 octobre 2014 au 8 février 2015,
- Les Tudors, du 18 mars au 19 juillet 2015,
- Fragonard amoureux, galant et libertin, du 16 septembre 2015 au 24 janvier 2016,
- Chefs-d’œuvre de Budapest, Dürer, Greco, Tiepolo, Manet, Rippl-Rónai, du 9 mars au 10 juillet 2016,
- Fantin-Latour, à fleur de peau, du 14 septembre 2016 au 12 février 2017,
- Pissarro à Eragny, la nature retrouvée, du 16 mars au 9 juillet 2017,
- Rubens, portraits princiers, du 4 octobre 2017 au 14 janvier 2018,
- Tintoret, naissance d'un génie, du 7 mars au 1er juillet 2018,
- Alphonse Mucha, du 12 septembre 2018 au 27 janvier 2019,
- Les Nabis et le décor, du 13 mars au 30 juin 2019,
- L'âge d'or de la peinture anglaise, du 11 septembre 2019 au 16 février 2020,
- Man Ray et la mode, du 23 septembre 2020 au 17 janvier 2021,
- Peintres Femmes, 1780-1830, du 19 mai au 25 juillet 2021,
- Vivian Maier, du 15 septembre 2021 au 16 janvier 2022,
- Pionnières, Artistes dans le Paris des années folles, du 2 mars au 10 juillet 2022,
- Miroir du monde, Chefs-d'œuvre du Cabinet d'art de Dresde, du 14 septembre 2022 au 15 janvier 2023,
- Léon Monnet, Frère de l'artiste et collectionneur, du 15 mars au 16 juillet 2023,
- Gertrude Stein et Pablo Picasso, l'invention du langage, du 13 septembre 2023 au 28 janvier 2024,
- MATCH, design & sport - une histoire tournée vers le futur, du 13 mars au 11 août 2024,
- Tarsila do Amaral, Peindre le Brésil moderne, du 9 octobre 2024 au 2 février 2025.